# Вати

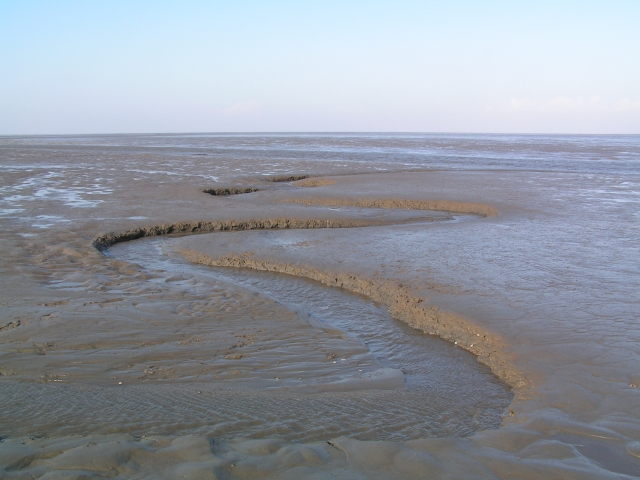
Вати при відпливі

Вати (нім. Watten, нід. wadden, дан. vade — «прибережна мілина») — низовинна прибережна смуга морського дна, що затоплюється під час припливів та осушується під час відпливів, частина морського узбережжя.
З геоморфологічної точки зору вати — акумулятивна форма, що утворюється шляхом накопичення дрібнопісковикових і мулистих наносів. Для поверхні ватів характерна розгалужена мережа, жолобів стоку припливних і річкових вод, які часто змінюють своє положення. Вати ростуть у ширину і висоту до тих пір, поки не перетворяться на поверхню, що затоплюється лише під час сизигійних припливів (марші).
За типом донних відкладень різняться:
- піщані вати,
- вати, що складаються з наносного ґрунту,
- змішані вати.

Вати є унікальним місцем проживання риб, молюсків, ластоногих і інших морських тварин, а також мають велике значення в сезонних міграціях птахів.

## Приклади
- Ватове море, Німеччина, Нідерланди, Данія
- Аркашонська затока, Франція
- Національний парк Банк-д'Арґен, Мавританія
- Великий Качський Ранн, Індія
- Белхавен, Велика Британія
- Бриджвотер та Моркам, Велика Британія
- Кейп-Код, США
- Затока Кука, Аляска, США
- Ліндісфарн Велика Британія
- Мінас (басейн), Канада
- Паділла (бухта), США
- Плімут
- Такома
- Скагіт
- Снеттішам
- Андрос, Багами
- Жовте море, Китай, Корея
- Мортон, Австралія
- Брумвей

## Ресурси Інтернету
- Tidal Flats
- Tidal Flats Field Sites